# Binaced
Binaced (aragónul Binacet) település Spanyolországban, Huesca tartományban. Binaced Albalate de Cinca, Alfántega, San Miguel del Cinca, Pueyo de Santa Cruz, Monzón, Binéfar, Esplús és Belver de Cinca községekkel határos. Lakosainak száma 1601 fő (2024).

## Népesség
A település népessége az utóbbi években az alábbiak szerint változott:
| Lakosok száma | 1624 | 1645 | 1533 | 1528 | 1485 | 1539 | 1528 | 1575 | 1597 | 1601 |
|               | 2001 | 2004 | 2006 | 2009 | 2011 | 2014 | 2016 | 2019 | 2021 | 2024 |